# Nihility
Nihility je drugi studijski album poljskog sastava tehničkog death metala Decapitated. Objavljen je 19. veljače 2002.

## Popis pjesama
Tekstovi: Sauron, glazba: Decapitated.
| 1.    | »Perfect Dehumanisation (The Answer?)« | 5:25 |
| 2.    | »Eternity Too Short«                   | 4:32 |
| 3.    | »Mother War«                           | 4:08 |
| 4.    | »Nihility (Anti-Human Manifesto)«      | 4:59 |
| 5.    | »Names«                                | 3:53 |
| 6.    | »Spheres of Madness«                   | 5:13 |
| 7.    | »Babylon's Pride«                      | 4:15 |
| 8.    | »Symmetry of Zero«                     | 2:36 |
| 35:01 |                                        |      |

| Dodatna pjesma na njemačkom izdanju | Dodatna pjesma na njemačkom izdanju                 | Dodatna pjesma na njemačkom izdanju | Dodatna pjesma na njemačkom izdanju | Dodatna pjesma na njemačkom izdanju | Dodatna pjesma na njemačkom izdanju | Dodatna pjesma na njemačkom izdanju | Dodatna pjesma na njemačkom izdanju | Dodatna pjesma na njemačkom izdanju | Dodatna pjesma na njemačkom izdanju |
| Br.                                 | Skladba                                             | Trajanje                            |                                     |                                     |                                     |                                     |                                     |                                     |                                     |
| ----------------------------------- | --------------------------------------------------- | ----------------------------------- | ----------------------------------- | ----------------------------------- | ----------------------------------- | ----------------------------------- | ----------------------------------- | ----------------------------------- | ----------------------------------- |
| 9.                                  | »Suffer the Children« (obrada pjesme Napalm Deatha) | 4:39                                |                                     |                                     |                                     |                                     |                                     |                                     |                                     |
| 39:40                               |                                                     |                                     |                                     |                                     |                                     |                                     |                                     |                                     |                                     |

## Zasluge
| Decapitated - Sauron – vokali, tekstovi, glazba - Martin – bas-gitara, glazba - Vitek – bubnjevi, glazba - Vogg – gitara, glazba | Ostalo osoblje - Jacek Wiśniewski – naslovnica albuma - Sławomir Wiesławski – produkcija, inženjer zvuka - Wojciech Wiesławski – produkcija, inženjer zvuka - Tomasz Pouch – fotografije |